# Thysanotus brevifolius
Thysanotus brevifolius är en sparrisväxtart som beskrevs av Norman Henry Brittan. Thysanotus brevifolius ingår i släktet Thysanotus och familjen sparrisväxter. Inga underarter finns listade i Catalogue of Life.